# Paquito (revista)
Paquito fue una publicación mexicana de historietas, editada por Editorial Juventud, luego Editorial Panamericana, desde marzo de 1935 hasta finales de los años 50 en dos formatos: "Paquito Chico" y más tarde "Paquito Grande".

## Trayectoria
Paquito fue la respuesta de Editorial Juventud a Paquín, la revista que había cosechado gran éxito desde 1934 en el hasta entonces poco explorado mercado de la historieta en México. El nombre de Paquito evidenciaba que pretendía ser una copia de su competencia hasta en el título. Era además de ser una publicación semanal originalmente destinada a los niños. Su imagen era Smitty, de Walter Berndt.
Al igual que su modelo Paquín, Paquito dependía de la historieta importada de Estados Unidos, en especial de King Features Syndicate.
El éxito que alcanzó Paquito resultó en el despeque económico de Editorial Juventud, de José García Valseca, un empresario hasta entonces bastante desafortunado que se convertiría en un poderoso magnate.
Su periodicidad se fue acortando con el paso del tiempo y la buena respuesta del público, hasta llegar a ser una publicación diaria. Los tirajes de Paquito crecieron vertiginosamente. En sus orígenes se publicaban unos cinco mil ejemplares, pero a finales de la década de los años 30 alcanzó la cifra de 320, 000 ejemplares diarios, justo en años de crisis económica.
Sin embargo, con todo su éxito, Paquito sería rebasada en ventas por otra revista de la misma editorial, Pepín, que se especializaría desde el principio en historieta mexicana.
El auge de la historieta nacional y de temática adulta llevaría a Paquito a incursionar en los temas melodramáticos y sentimentalistas durante los años 40. Finalmente, en los años 50, bajo el título de Paquito presenta, se publicaban fundamentalmente historietas norteamericanas y algunas mexicanas; entre estas últimas destacó especialmente La Familia Burrón, de Gabriel Vargas.

## Contenido
| Duración | Números | Título                   | Autoría      | Procedencia                 |
| -------- | ------- | ------------------------ | ------------ | --------------------------- |
|          |         |                          |              |                             |
|          |         |                          |              |                             |
| 1936-    |         | Adelita y las guerrillas | José G. Cruz | Nueva, pasó a Chamaco Chico |
|          |         |                          |              |                             |
|          |         |                          |              |                             |